# Ідзіковиці (Поддембицький повіт)
Ідзіковиці (пол. Idzikowice) — село в Польщі, у гміні Далікув Поддембицького повіту Лодзинського воєводства.
Населення — 119 осіб (2011).
У 1975-1998 роках село належало до Серадзького воєводства.

## Демографія
Демографічна структура станом на 31 березня 2011 року:
|          | Загалом | Допрацездатний вік | Працездатний вік | Постпрацездатний вік |
| -------- | ------- | ------------------ | ---------------- | -------------------- |
| Чоловіки | 64      | 17                 | 39               | 8                    |
| Жінки    | 55      | 11                 | 33               | 11                   |
| Разом    | 119     | 28                 | 72               | 19                   |